# Isis (Schiff, 1937)
HMS Isis (D87) war ein Zerstörer der acht Schiffe und einen Leader umfassenden I-Klasse der britischen Royal Navy im Zweiten Weltkrieg.
Der Zerstörer erwarb während des Krieges sieben Battle Honours und ging am 20. Juli 1944 im Kanal verloren. Die Ursache ist nicht genau geklärt.

## Geschichte des Schiffes
Im Oktober 1935 wurden bei Yarrow & Co, Glasgow-Scotstoun  zwei Zerstörer der I-Klasse bestellt. Am 5. Februar 1936 wurde mit Bau-Nr. 1681 der Kiel des ersten Neubaus, der späteren Isis, gelegt. Am 12. Februar 1936 erfolgte die Kiellegung des zweiten Neubaus, der späteren Ivanhoe.
Die Isis lief am 12. November 1936 vom Stapel und wurde am 2. Juni 1937 in Dienst gestellt.
Der Zerstörer wurde mit seinen Schwesterschiffen der „3rd Destroyer Flotilla“ bei der Mediterranean Fleet zugeteilt, wo sie die Zerstörer der A-Klasse ersetzten. Zu den Einsätzen der Flottille gehörte während des Spanischen Bürgerkriegs die Beteiligung an den sogenannten Neutralitätspatrouillen vor der spanischen Küste im westlichen Mittelmeer, um britische Interessen zu schützen und Waffenlieferungen an die Kriegsparteien zu unterbinden.

### Kriegseinsätze
Nach dem Kriegsbeginn wurde die Flottille in die Gewässer um die Britischen Inseln zurückbefohlen. Bei einem zwischenzeitlichen Einsatz gelang es im November 1939, den deutschen Blockadebrecher Leander (1042 BRT, 1925) der DDG Neptun vor Kap Finisterre aufzubringen, der sich als sowjetisches Schiff Metallist ausgegeben hatte.
Im April 1940 sollte das Schiff andere Zerstörer decken, die im Rahmen der Operation Wilfred Minen in den Küstengewässern des damals noch neutralen Norwegens legen sollten. Die mit Beteiligung der Isis geplante Aktion wurde wie die Mehrzahl der geplanten Aktionen abgesagt. Am 16. April lief sie als erstes Schiff der Royal Navy in Tromsø ein und hatte am 21. bei einer Erkundung einen Schusswechsel mit einer deutschen Batterie am Trondheimfjord. Am 8. Mai lief sie im Ballangen Fjord auf und beschädigte sich beide Schrauben. Das Schwesterschiff Ilex schleppte sie dann zur Behelfsbasis am Skelfjord, von der die beschädigten Einheiten nach Herstellung einer bedingten Seefähigkeit allein, begleitet oder wie die Isis im Schlepp nach Großbritannien zurückgeführt wurden.
Von Ende Mai bis September wurde das Schiff in Falmouth und Devonport instand gesetzt.
Nach der Reparatur wurde der Zerstörer Ende Oktober 1940 ins Mittelmeer verlegt und traf am 6. Oktober in Gibraltar an, wo sie der „13th Destroyer Flotilla“ zugeteilt wurde. Der Zerstörer sicherte Vorstöße der Force H ins westliche Mittelmeer und Konvois auf dem Weg von Freetown nach Großbritannien. Im November 1940 wurde der Zerstörer zu einem Malta-Geleit herangezogen.

Ab März 1941 verlegte die Isis um Afrika nach Alexandria. Auf dem Weg besuchte sie mit der Encounter St. Helena und unterstützte kurzzeitig Operationen gegen Italienisch-Somaliland. Ab Anfang April war sie dann Teil der in Alexandria stationierten „2nd Destroyer Flotilla“. Nach einem weiteren Malta-Geleit war der Zerstörer im April 1941 an der Evakuierung des griechischen Festlandes (Operation Demon) beteiligt. Im Mai 1941 wurde der Zerstörer zu einem weiteren Geleit herangezogen, das durch das gesamte Mittelmeer lief, um die bedrängte britische 8. Armee mit Kriegsgerät zu versorgen. Es folgten Ende Mai/Anfang Juni ununterbrochene Einsätze im Rahmen der letztlich erfolglosen Versuche, die Insel Kreta gegen deutsche Landungsoperationen (Unternehmen Merkur) zu verteidigen, und der anschließend notwendigen Evakuierung der alliierten Truppen.

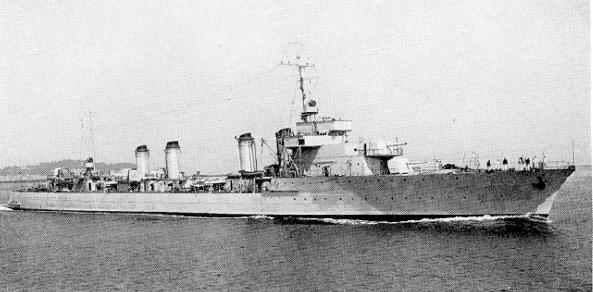
Die Guépard

Auch in der Folgezeit war der Zerstörer im östlichen und zentralen Mittelmeer eingesetzt. Bei der Besetzung der französischen Mandatsgebiete im Nahen Osten (Syrien und Libanon) kam es am 9. Juni zu einem Gefecht der Isis mit Hotspur, Jackal und Janus mit den französischen Zerstörern Guépard und Valmy. Die Janus wurde mehrfach getroffen und die französischen Schiffe zogen sich zurück. Am 15. Juni 1941 wurde die Isis im Verband mit dem Kreuzer Phoebe und der Defender durch deutsche Stukas angegriffen und durch zwei Nahtreffer schwer beschädigt. Sie wurde – wie das durch deutsche Flugzeuge ebenfalls schwer beschädigte Schwesterschiff Ilex – nach Haifa eingeschleppt und dann nach Alexandria verbracht.
Die Reparatur wurde zunächst in Singapur begonnen, schließlich jedoch in Bombay beendet, wohin das Schiff wegen des beginnenden Pazifikkrieges über mehrere Zwischenstationen geschleppt worden war.
Der erste Einsatz nach der Beendigung der Arbeiten erfolgte wiederum im östlichen Mittelmeer. Am 19. Februar 1943 gelang es HMS Isis zusammen mit dem Hunt-Zerstörer HMS Hursley vor Bengasi das deutsche U 562 zu versenken. Im Rahmen der Operation Husky, der alliierten Landung auf Sizilien, war der Zerstörer zur Deckung des Hauptverbandes, bestehend aus Schlachtschiffen und Kreuzern, eingeteilt.

### Das Ende derIsis
Bei der Landung in der Normandie (Operation Neptune) war HMS Isis der 17. Zerstörerflottille zugewiesen, die Operationen deutscher Seestreitkräfte im Ärmelkanal während der Landung und in den Wochen danach unterbinden sollten. Dabei lief sie am 20. Juli in der Seinebucht auf eine Mine. Das Schiff ging sofort unter. Nicht gänzlich ausgeschlossen werden kann allerdings auch, dass die Versenkung durch einen Neger-Ein-Mann-Torpedo erfolgte.